# Sandhaugur
Sandhaugur är en kulle i republiken Island. Den ligger i regionen Norðurland eystra, 400 km nordost om huvudstaden Reykjavík. Toppen på Sandhaugur är 179 meter över havet.
Närmaste större samhälle är Raufarhöfn, omkring 14 kilometer nordväst om Sandhaugur.